# パヴェウ・ジラ
パヴェウ・ジラ（Paweł Żyra 、1998年4月7日 - ）は、ポーランド・ヴァウブジフ出身のプロサッカー選手。スタル・ミエレツ所属。ポジションは、ミッドフィールダー。

## クラブ歴
2020年8月4日、ブルク＝ベット・テルマリカ・ニエチェツァと契約を結んだ。
2022年6月21日、スタル・ミエレツに2年契約で移籍した。